# Uno, Zero, Centomila
Uno, Zero, Centomila è il terzo album in studio del duo musicale italiano Righeira, pubblicato nel 1992.

## Tracce
1. Vivo al 139 – 3:40
2. Il male che mi fa – 3:50
3. Tu ti muovi – 3:47
4. Ore d'amore – 4:23
5. La voglia di nuotare – 3:28
6. Keeping Close to the Music – 3:50
7. Dimmi con chi vai – 3:07
8. Uno, Zero, Centomila – 4:40